# Mohamed Aloulou
Mohamed Aloulou, né le 19 novembre 1941 à Gabès, est un cardiologue et homme politique tunisien. Il est ministre de la Jeunesse et des Sports entre le 17 janvier et le 1er juillet 2011 au sein du gouvernement de Mohamed Ghannouchi puis dans celui de Béji Caïd Essebsi.

## Biographie

### Famille et études
Né le 19 novembre 1941 à Gabès, Mohamed Aloulou étudie à l'université de Strasbourg, au sein de la faculté de médecine. Après avoir obtenu son diplôme de spécialiste en cardiologie, il revient à Sfax pour pratiquer. Entre 2004 et 2010, il est vice-président du Conseil national de l'Ordre des médecins.

### Carrière sportive
Entre 1989 et 1990, il est président du Club sportif sfaxien.

### Carrière politique
Il est vice-président chargé des Sports au sein de la ville de Sfax entre 1975 et 1980 et chargé de la Culture entre 1985 et 1990. Entre 1996 et 2010, il est vice-président de l'Association de protection de la nature et de l'environnement de Sfax.
À la suite de la révolution de 2011, il est nommé ministre de la Jeunesse et des Sports dans le gouvernement d'union nationale de Mohamed Ghannouchi puis dans celui de Béji Caïd Essebsi. Slim Amamou est un temps son secrétaire d'État.
Le 4 octobre 2013, le parti Nidaa Tounes annonce son ralliement.

## Vie privée
Il est marié et père de quatre enfants.